# Lucky Summer Lady
『Lucky Summer Lady』（ラッキー・サマー・レディ）は、THE SQUAREのデビュー・アルバム。
1978年9月21日にリリース。

## 解説
1976年11月結成以来アマチュアのフュージョンバンドとして活動してきた、スクェアの1作目のアルバム。
プロのフュージョングループとしての一歩を踏み出した作品。1曲目「A FEEL DEEP INSIDE」、2曲目「LUCKY SUMMER LADY」はタイトル曲。この2曲はスクェアのアーティストとしての原点といえる楽曲である。また5曲目に収録されている「愛は夢の中に」はカーペンターズのヒット曲のカヴァーである。
当時のフュージョンはジャズの一形態とみなされ、このアルバムにおいても「FUTURE FLY」「愛は夢の中に」はジャズ色の強いアレンジがなされている。

## 収録曲
1. A FEEL DEEP INSIDE - 安藤正容作曲
2. LUCKY SUMMER LADY - 安藤正容作曲
3. THE NUMBER - 安藤正容作曲
4. FUTURE FLY - 安藤正容作曲
5. 愛は夢の中に (I WON'T LAST A DAY WITHOUT YOU) - ポール・ウィリアムズ、ロジャー・ニコルズ作曲
6. BEFORE IT'S GONE TOO FAR - 安藤正容作曲